# Penchard
Penchard is een gemeente in het Franse departement Seine-et-Marne (regio Île-de-France) en telt 975 inwoners (2005). De plaats maakt deel uit van het arrondissement Meaux.

## Geografie
De oppervlakte van Penchard bedraagt 4,3 km², de bevolkingsdichtheid is 226,7 inwoners per km².
De onderstaande kaart toont de ligging van Penchard met de belangrijkste infrastructuur en aangrenzende gemeenten.

## Demografie
Onderstaande figuur toont het verloop van het inwonertal (bron: INSEE-tellingen).